# HV/Noon
HV/Noon – pierwszy album duetu producenckiego HV/Noon współtworzonego przez Piotra „Hattiego Vattiego” Kalińskiego i Mikołaja „Noona” Bugajaka. Wydawnictwo ukazało się 1 grudnia 2014 roku nakładem wytwórni muzycznej Nowe Nagrania w dystrybucji Asfalt Records. Wśród gości na płycie znaleźli się Eldo, Hades, Jotuze, Misia Furtak, Małpa oraz O.S.T.R. Scratche wykonał DJ Twister, a oprawę graficzną Aleksandra Żeromska.
Płyta uplasowała się na 31. miejscu zestawienia OLiS.

## Lista utworów
Opracowano na podstawie materiału źródłowego.
1. „1%” – 1:44
2. „Wilk” (gościnnie: Eldo) – 3:53
3. „Europa Centralna” (gościnnie: Hades) – 3:40
4. „Mono” – 3:43
5. „Heimat” (gościnnie: Jotuze) – 4:31
6. „Nadważkość” (gościnnie: Misia Furtak) – 2:51
7. „Jakbym nie miał celu” (gościnnie: Małpa) – 4:06
8. „Dysk” – 0:38
9. „99” (gościnnie: O.S.T.R.) – 3:19
10. „Haffner” – 4:25
11. „Kik” – 2:40